# Einar Lönnberg

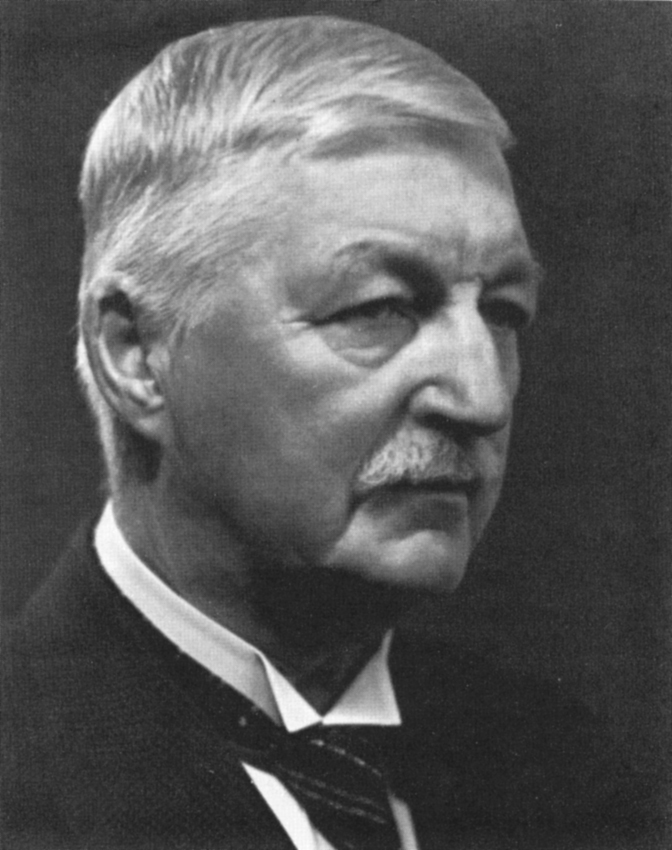
Einar Lönnberg

Axel Johan Einar Lönnberg (* 24. Dezember 1865 in Stockholm; † 21. November 1942 ebenda) war ein schwedischer Zoologe und Naturschützer.

## Leben
Durch den Einfluss seines Vaters, der Mitglied des schwedischen Parlaments und Doktor der Botanik war, wurde in Einar Lönnberg schon früh das Interesse für Flora und Fauna geweckt. Nach der Absolvierung seines Studiums an der Universität Uppsala erlangte er 1887 seinen Bachelor of Arts und 1890 seinen Master of Arts. 1891 promovierte er zum Ph.D. Von 1891 bis 1903 arbeitete er als Inspektor im Fischereidienst. Zwischen 1892 und 1893 bereiste er Florida. 1899 war er an einer Expedition zum Kaspischen Meer beteiligt. Nach einer kurzen Mitarbeit in einem Museum in Göteborg übernahm er ab 1904 die Leitung der Abteilung für Wirbeltiere am Naturhistoriska riksmuseet in Stockholm, die er bis zu seiner Pensionierung im Jahre 1933 innehielt. 1904 gründete er die biologische Zeitschrift „Fauna och Flora“ und war bis zu seinem Tod im Jahre 1942 der Herausgeber. 1905 wurde er Mitglied der Königlich Schwedischen Akademie der Wissenschaften. Zwischen 1910 und 1911 unternahm er eine Reise nach Ostafrika. In der Folgezeit studierte er das herpetologische und ichthyologische Material, das schwedische Expeditionen aus Neuguinea, Australien, Südostasien, dem tropischen Afrika und aus Brasilien mitbrachten. 1919 wurde er Mitglied der Kungliga Vetenskaps- och Vitterhetssamhället i Göteborg. 1922 wurde er Ehrenmitglied in der British Ornithologists’ Union. 1925 wurde er zum Ehrenmitglied der Leopoldina ernannt, der er seit 1910 angehörte. Zwischen 1925 und 1942 war er akademischer Präfekt an der Kristinebergs Marina Forskningsstation (Marine Zoologische Forschungsstation Kristineberg) bei Lysekil.
Lönnberg war ein engagierter Naturschützer und kämpfte für neue Gesetze zum Schutz der schwedischen Rentiere und Wasservögel.

## Wissenschaftliche Erstbeschreibungen und Dedikationsnamen
Lönnberg verfasste unter anderem die Erstbeschreibungen zum Kopfbinden-Panzerwels, zum Gebänderten Prachtkärpfling, zum Waldren, zum Rio-Beni-Springaffen, zum Weißsteiß-Tamarin und zur Reliktmöwe. Im Artepitheton wird Lönnberg unter anderem in der von Charles Tate Regan beschriebenen Fischart Trematomus loennbergii und in der von Gregory Mathews beschriebenen Subantarktikskuaunterart Stercorarius antarcticus lonnbergi geehrt. Otto Graf von Zedlitz und Trützschler widmete Lönnberg 1925 eine Unterart der Weidenmeise (Poecile montanus loennbergi). Im Jahr 1926 benannte Masauji Hachisuka die Feldlerchenunterart Alauda arvensis lonnbergi zu Ehren Lönnbergs. Darüber hinaus ist Lönnberg Namensgeber für das Lönnberg Valley, ein Tal auf der Insel Südgeorgien im Südatlantik.

## Werke (Auswahl)
- Observations on certain Flat-fishes. Öfvers. k. Vetensk.-Akad. Förhandl. 1894: 571–588 (1894)
- Notes on fishes collected in the Cameroons by Mr. Y. Sjöstedt. Öfversigt af Kongl. Vetenskaps-Akademiens Förhandlingar 1895: 179–195 (1895)
- Linnean type-specimens of birds, reptiles, batrachians and fishes in the Zoological Museum of the R. University in Uppsala. Bihang till K. Svenska Vet.-Akad. Handlingar 22 (4), (1): 1–45 (1896)
- Beiträge zur Fauna der Bären-Insel. 2. Der Saibling der Bären-Insel. Bihang till K. Svenska Vet.-Akad. Handlingar 26 (4), (4): 1–8 (1900)
- On a collection of fishes from the Cameroon containing new species. Annals and Magazine of Natural History (7) 12: 37–46 (1903)
- On some fishes from the lakes of the Cameroon Mountain. Annals and Magazine of Natural History (7) 13: 135–139 (1904)
- Contributions to the Fauna of South Georgia (1906)
- De svenska ryggradsdjurens vetenskapliga namn. Almqvist & Wiksells boktryckeri, Uppsala & Stockholm, 159 (1908)
- Birds Collected by the Swedish Zoological Expedition to British East Africa, 1911 (1911)
- Professor J.G. Anderssons vetenskapliga arbeten i Kina. En översiktlig redogörelse Ymer 1922: 129–163 (1922) mit G. Andersson, T. G. Halle, C. Wiman
- Some new Silurids from the Congo. Annals and Magazine of Natural History (9) 10: 122–127 (1922) mit H. Rendahl
- On a New Fossil Porcupine from Honan with Some Remarks about the Development of the Hystridae. Stockholm (1924)
- Some Speculations on the Origin of the North American Ornithic Fauna (1927)
- Eine neue Art der Gattung Corydoras Arkiv för Zoologi, 22A (5): 1–6 (1930) mit H. Rendahl
- Till kännedomen om blågyltans (Labrus ossifagus L.) levnadshistoria. Fauna och Flora 1936: 145–155 (1936) mit G. Gustafson